# Горње Вуковско
Горње Вуковско је насељено мјесто у Босни и Херцеговини у Општини Купрес које административно припада Федерацији Босне и Херцеговине. Према попису становништва из 1991. у насељу је живјело 89 становника.

## Историја
Усташе су 1941. године заробиле 180 људи из Доњег и Горњег Вуковског и стрељале их на Боровој глави код Ливна.

## Становништво
Према попису 1991. укупно: 89
| Националност | 1991.     |
| Срби         | 89 (100%) |
| Укупно       |           |